# ペイディアス

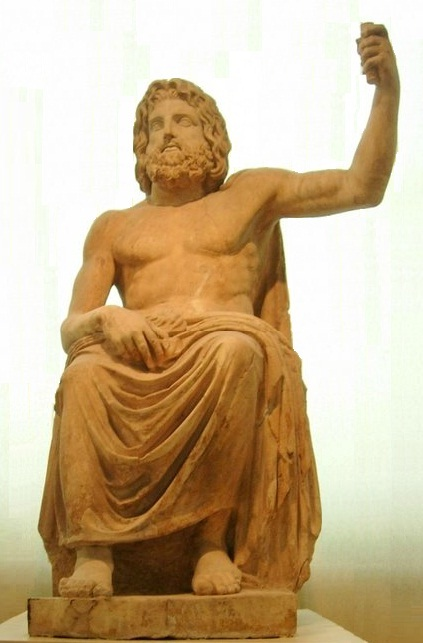
ペイディアス作ゼウス座像のローマ時代のレプリカ

ペイディアス（またはフェイディアス、ペイディアース Pheidias,紀元前490年頃 - 紀元前430年頃）は、アテナイで生まれた古代ギリシアの彫刻家である。
ペイディアスはペリクレスと親交があり、アクロポリス復興を開始した紀元前447年に顧問となり、パルテノン神殿の建設において総監督を務めたとされる。本尊の「アテナ・パルテノス立像」を製作、また神殿装飾彫刻の制作を指揮した。ただし、これは史実に反するとする見解も有力である。総監督を務めたとの記述は『対比列伝』で知られるプルタルコスの著作などに見られるが、当時はアテナイ民主政の全盛期で、多くの官職同様に、神殿建築の建造監督官も1年任期で交代していた。こうした中で総監督として絶大な権限を持った者がいたか疑問であり、史料上でも当時の会計を記す碑文にペイディアスの名は登場しない。
この他にアクロポリスに立てられた「アテナ・プロマコス」「アテナ・レムニア」、オリンピアのゼウス座像などが傑作として名高い。しかし、今日現存するのは「アテナ・レムニア」のローマ時代のレプリカのみである。
ペイディアスの死因については諸説あり、「アテナ・パルテノス」の材料を着服したという理由で投獄され、紀元前438年またはそれ以後アテナイで死んだとも、その頃オリンピアへ行き、ゼウス像(オリンピアのゼウス像)を制作後十数年して同地で死んだとも伝えられており、はっきりしていない。